# Dziwnów (gmina)
Dziwnów – gmina miejsko-wiejska położona w północnej części powiatu kamieńskiego. Siedzibą gminy jest miasto Dziwnów.
Według danych z 31 grudnia 2016 r. gmina miała 4003 mieszkańców.

## Położenie

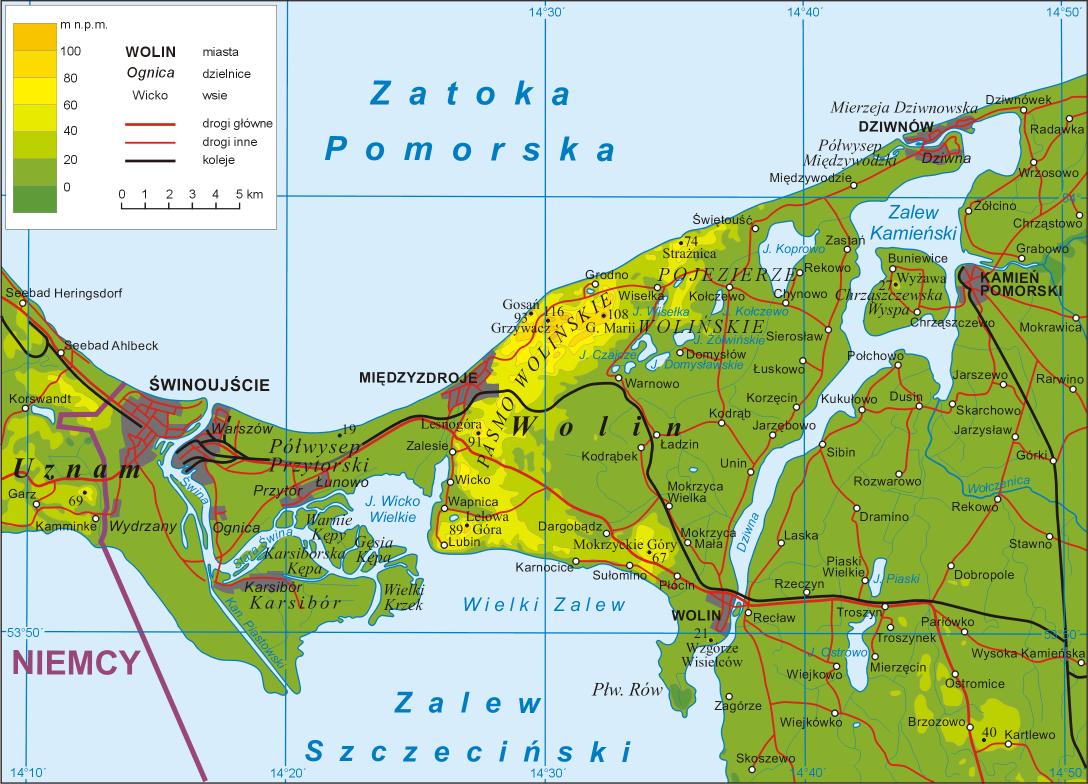
Mapa wyspy Wolin z zaznaczonym Dziwnowem

Według danych z 1 stycznia 2014 r. powierzchnia gminy wynosiła 37,62 km². Gmina stanowi 4,0% powierzchni powiatu.
Sąsiednie gminy:
- Kamień Pomorski, Świerzno i Wolin (powiat kamieński)
- Rewal (powiat gryficki)

Do 31 XII 1998 r. wchodziła w skład województwa szczecińskiego.

## Demografia
Dane z 30 czerwca 2004:
| Opis                              | Ogółem | Ogółem | Kobiety | Kobiety | Mężczyźni | Mężczyźni |
| --------------------------------- | ------ | ------ | ------- | ------- | --------- | --------- |
| jednostka                         | osób   | %      | osób    | %       | osób      | %         |
| populacja                         | 4196   | 100    | 2101    | 50,1    | 2095      | 49,9      |
| gęstość zaludnienia (mieszk./km²) | 110,7  | 110,7  | 55,4    | 55,4    | 55,3      | 55,3      |

Gminę zamieszkuje 8,8% ludności powiatu. 
źródło: Polska w liczbach.

## Gospodarka
W 2013 r. wydatki budżetu gminy Dziwnów wynosiły 35,0 mln zł, a dochody budżetu 25,6 mln zł. Zadłużenie (dług publiczny) samorządu według danych na koniec 2013 r. wynosiło 17,0 mln zł, co stanowiło 66,2% wartości wykonywanych dochodów.

## Przyroda i turystyka
Gmina leży na Wybrzeżu Trzebiatowskim i w regionie fizycznogeograficznym Uznam i Wolin, na Wyspie Wolin, półwyspach Międzywodzkim i Dziwnowskim, pomiędzy Morzem Bałtyckim oraz Zatoką Wrzosowską (częścią Zalewu Kamieńskiego) przy ujściu rzeki Dziwny do Zatoki Pomorskiej oraz na stałym lądzie. Przez gminę przechodzi czerwony szlak turystyczny prowadzący wzdłuż polskiego wybrzeża. Tereny leśne zajmują 22% powierzchni gminy, a użytki rolne 15%.

## Komunikacja
Przez gminę prowadzą drogi wojewódzkie: nr 102 łącząca Dziwnów przez Dziwnówek (5 km) z Kamieniem Pomorskim (13 km), a także z Międzyzdrojami (25 km) oraz nr 103 z Dziwnówka do Rewala (16 km).
W gminie czynne są 3 placówki pocztowe (Dziwnów, Dziwnówek, Międzywodzie).

## Miejscowości
MiastoDziwnów (miasto od 2004 r.)
WsieDziwnówek, Łukęcin i Międzywodzie
Nieistniejące miejscowościWapno

## Administracja i samorząd
W 2016 r. wykonane wydatki budżetu gminy Dziwnów wynosiły 34,3 mln zł, a dochody budżetu 38,1 mln zł. Zobowiązania samorządu (dług publiczny) według stanu na koniec 2016 r. wynosiły 21,3 mln zł, co stanowiło 55,9% poziomu dochodów.
Gmina Dziwnów utworzyła 6 jednostek pomocniczych, tj. sołectw. 
Sołectwa obszaru wiejskiego gminy: Dziwnówek, Łukęcin i Międzywodzie.
Sołectwa miasta Dziwnów: Dziwna, Dziwnów Dolny, Dziwnów Górny.

## Galeria

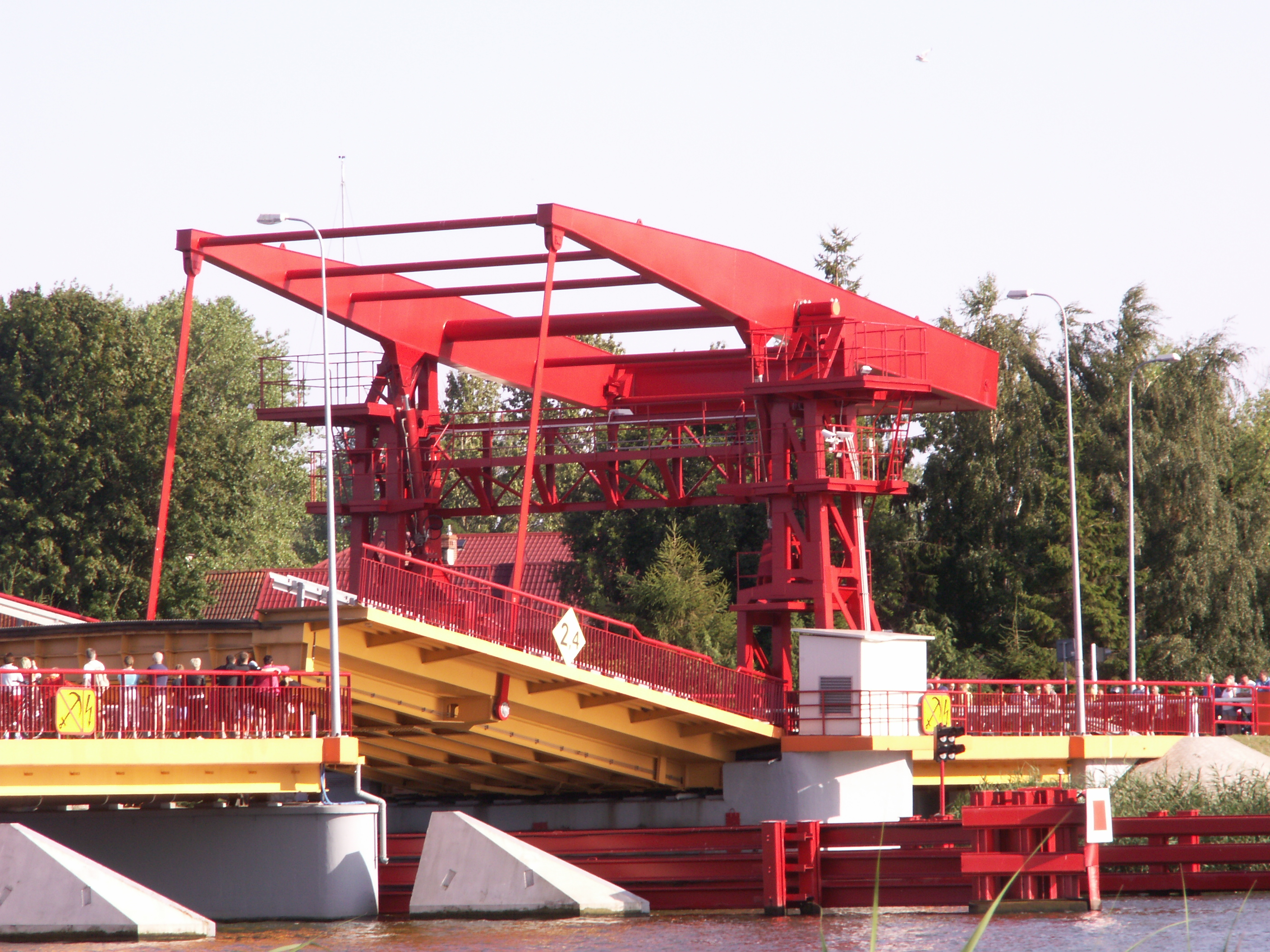
Dziwnów – most zwodzony
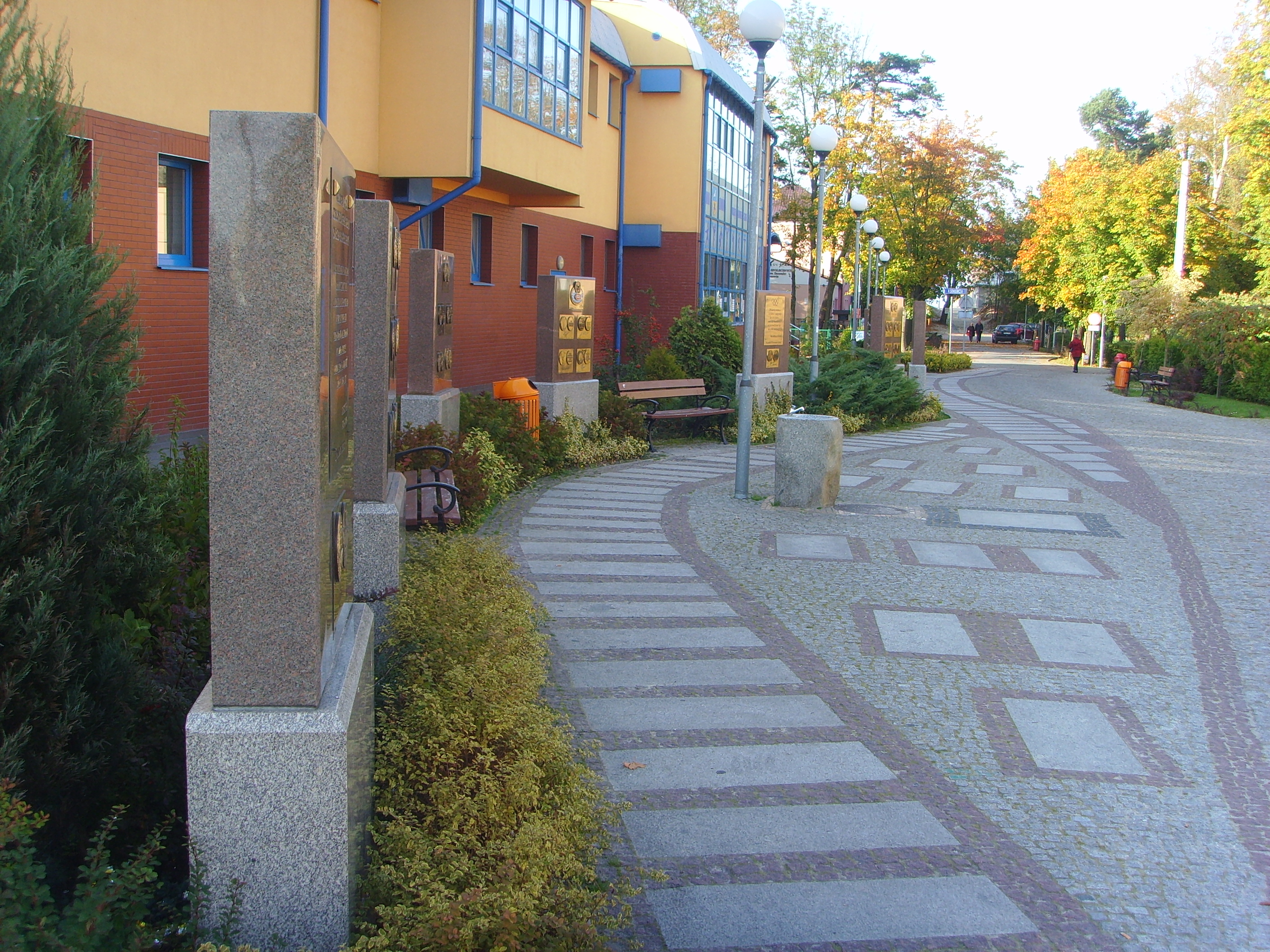
Dziwnów – Aleja Gwiazd Sportu
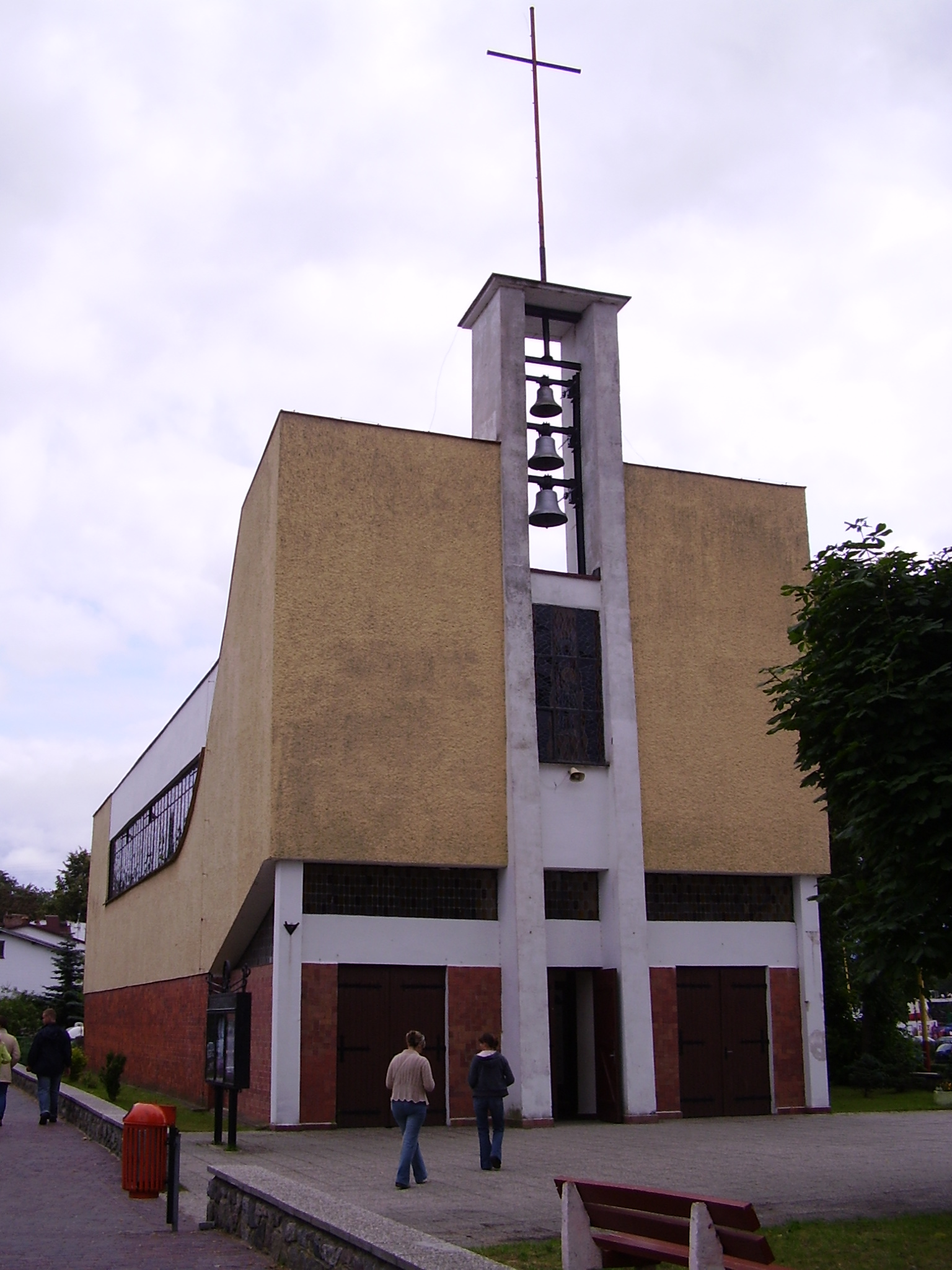
Dziwnów – kościół parafialny pw. św. Józefa Oblubieńca NMP
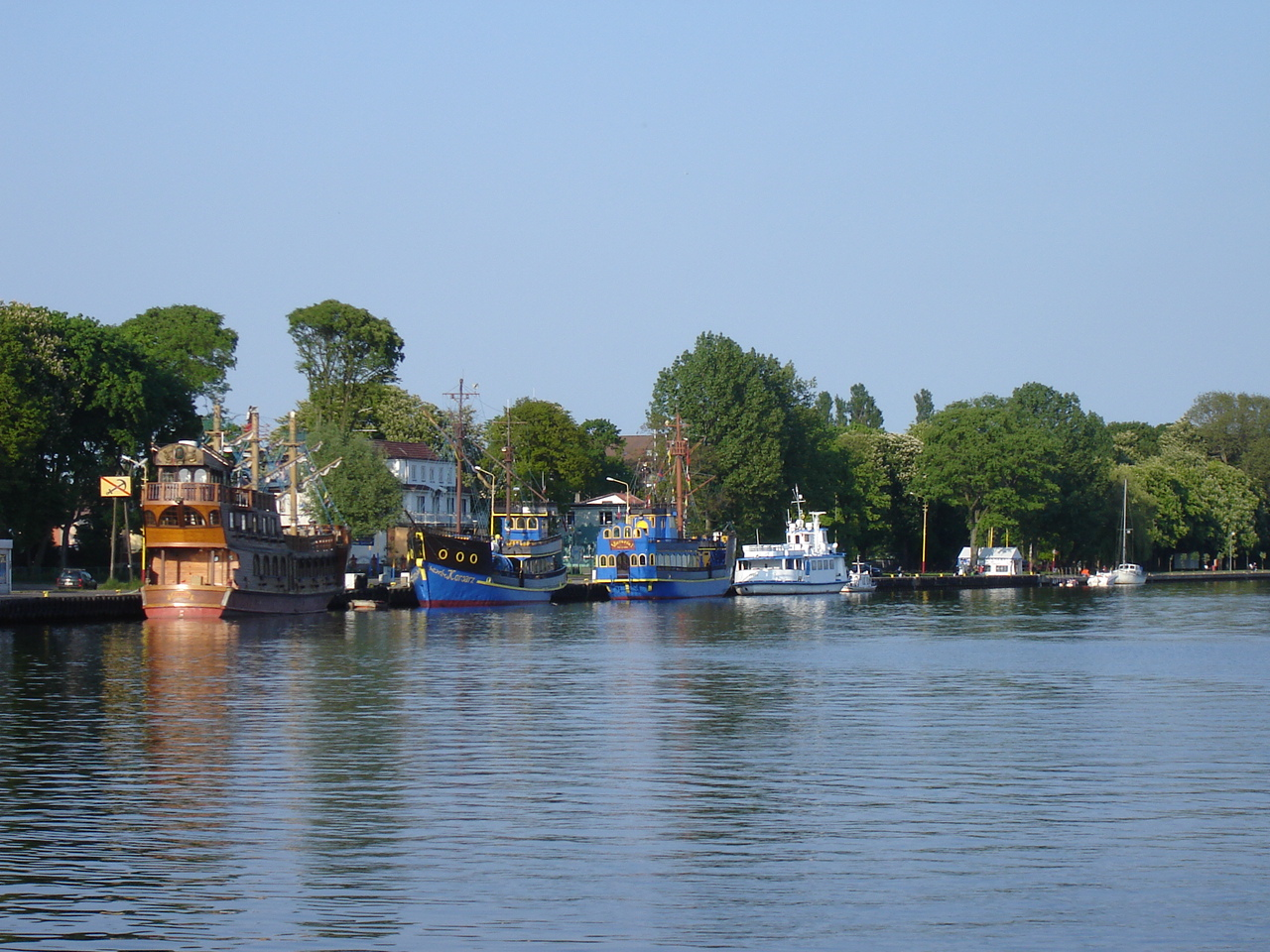
Dziwnów – port
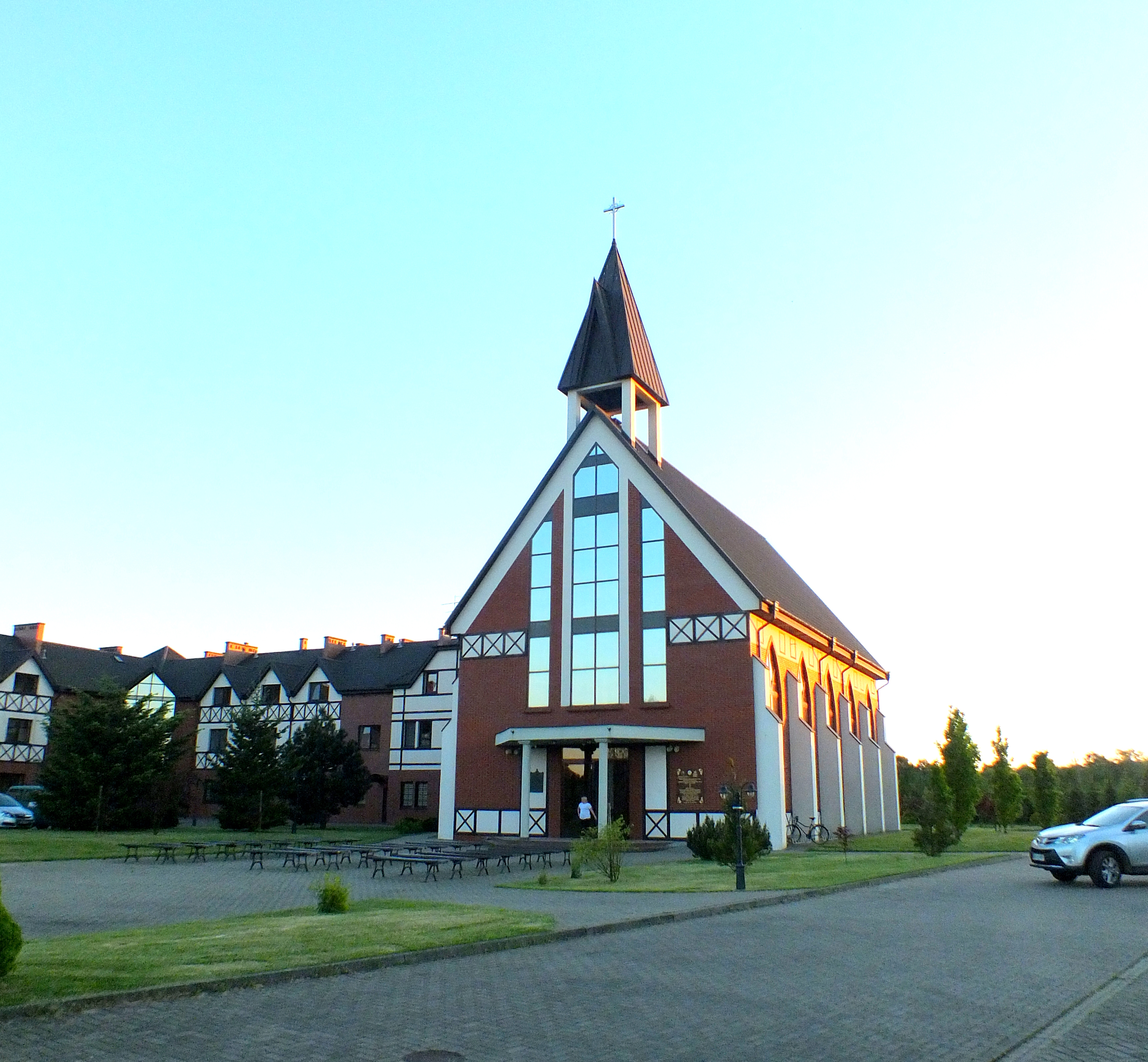
Łukęcin – kościół pw. Najświętszej Maryi Panny Królowej Polski
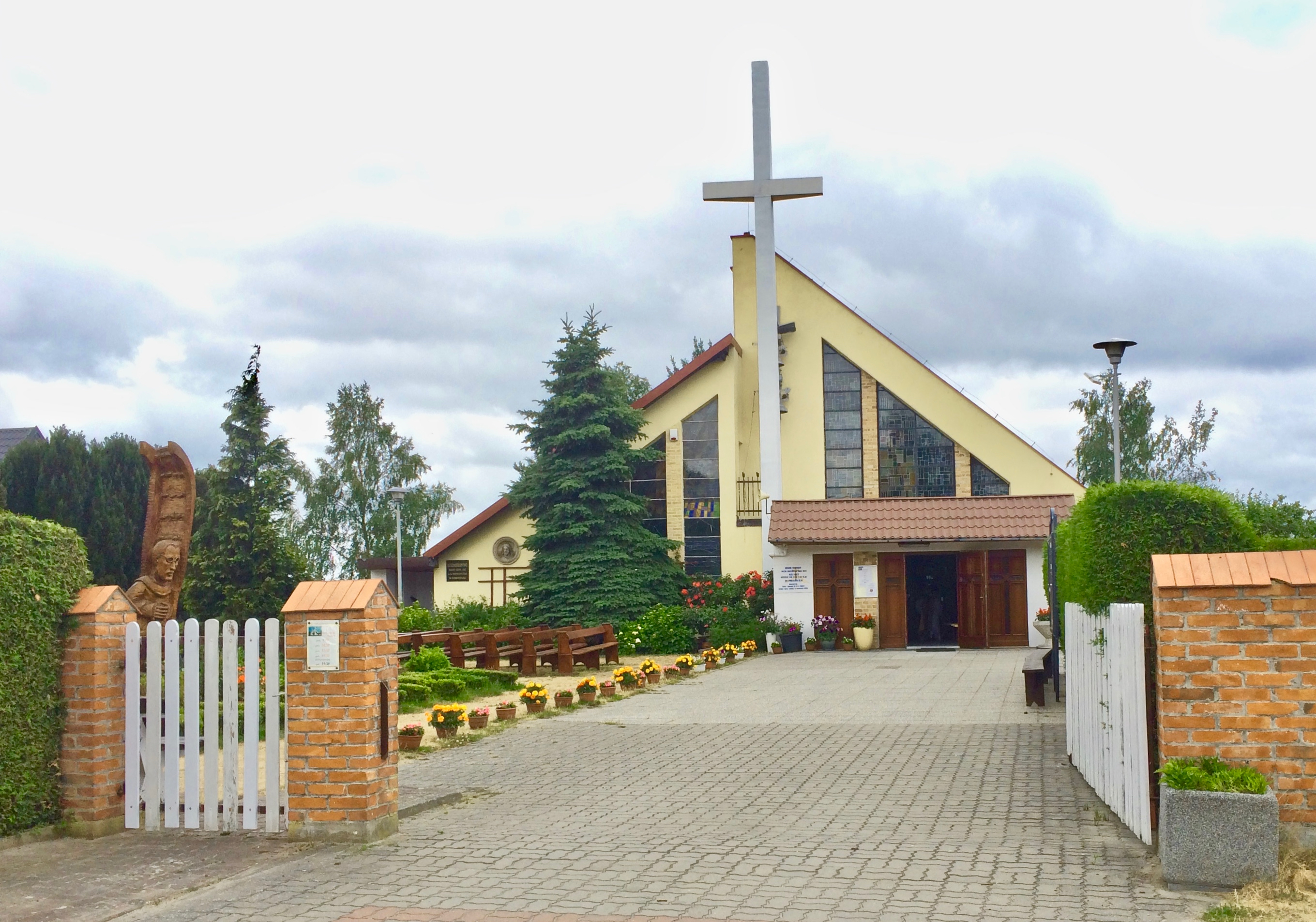
Dziwnówek – kościół pw. św. Maksymiliana Marii Kolbego
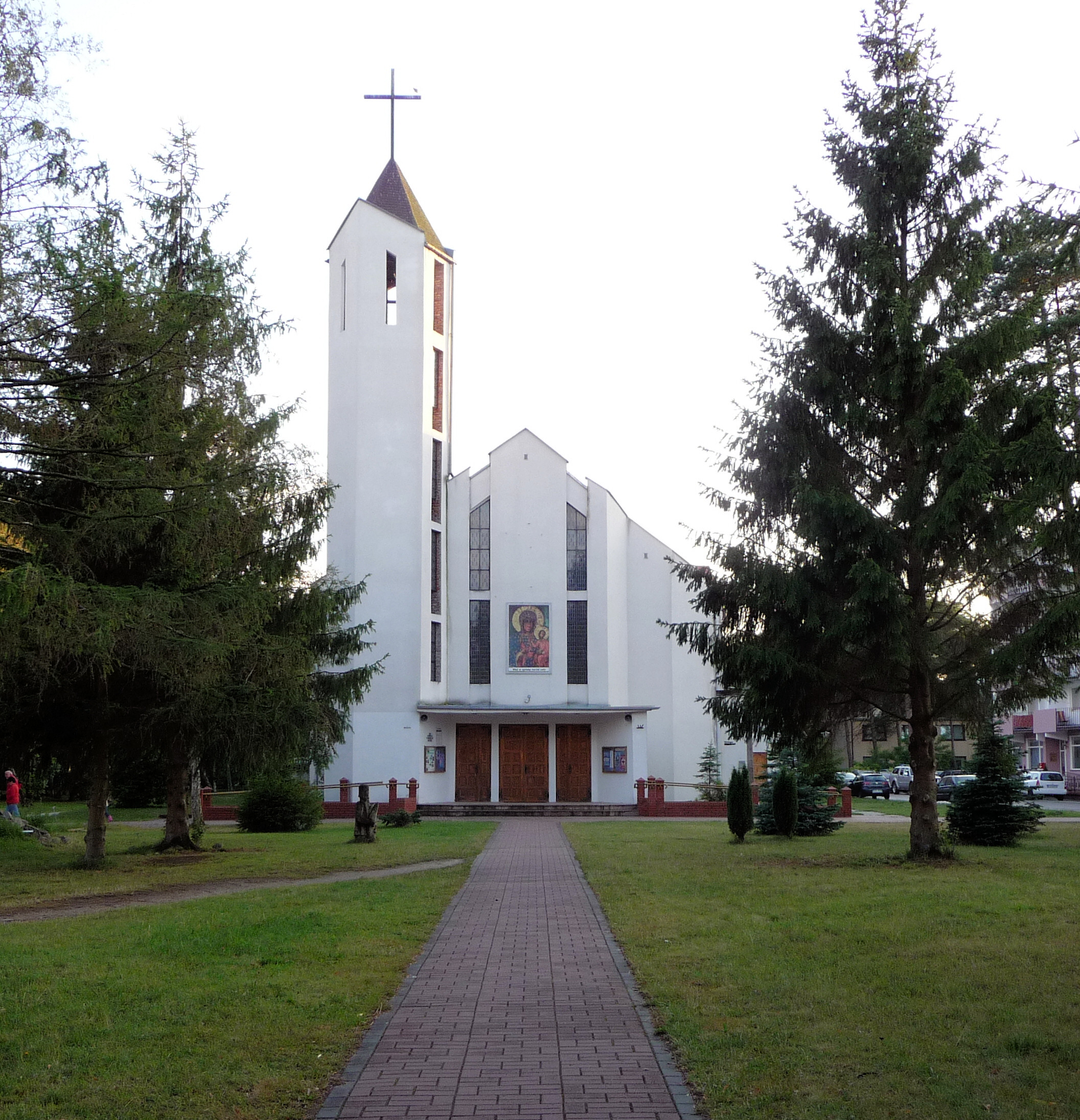
Międzywodzie – kościół pw. Wniebowzięcia NMP

.